# Stereoskopija
Stereoskopija (tudi 3-D tehnika) je tehnika obdelave, ki uporabniku omogoča ogled navidez trirazsežne slike. Deluje tako, da ob uporabi posebnih očal pri slikah, posnetih pod rahlo različnim zornim kotom, ustvari iluzijo trirazsežnosti.

## Tipi stereoskopije
Stereoskopija je razdeljena na dva tipa, aktivnega in pasivnega.

### Aktivna
Aktivna stereoskopija je slika, ki brezžično komunicira s 3-D očali. Omogoča nam predvajanje največje ločljivosti, full hd (1920×1080 točk ločljivosti). Večina aktivnih 3-D televizorjev uporablja posebna LCD očala, ki so napolnjena s tekočimi kristali. Le-ti v lečah blokirajo sliko tudi do 120-krat v sekundi in predvajajo sliko vsakemu posebej levemu in desnemu očesu. Aktivna očala je potrebujejo polnjenje, bodisi delujejo na baterije bodisi se polnijo preko priloženih USB priključkov, ki jih nudijo televizorji.

### Pasivna
Pasivna tehnika stereoskopije obstaja že od leta  1922, ko je nastal prvi 3D film The Power of Love - njihova uporaba in popularnost se takrat še ni uveljavila. 
Pasivna 3-D očala se delijo na stereoskopska (anaglifska) in polarizirana.

#### Pasivna stereoskopska
Stereoskopska očala so sestavljena iz modre in rdeče leče in delujejo pri projektiranju dveh identičnih slik na zaslon z manjšim zamikom ene, pri čemer je vsaka slika obarvana z različno barvo. Pri filmski produkciji 3-D efekt doseže s snemajem z dvema kamerama, pri čemer ima ena manjši zamik. Stereoskopska 3-D očala uporabljajo raznobarvne leče za filtriranje barve z zaslona, tako preneseta vsako sliko (rdečkasto in modrikasto) levemu in desnemu očesu. Kot rezultat vsako oko vidi posamezno sliko, ampak možgani razberejo sliko kot eno samo, saj se osredotočijo med dve sliki in ju tako združujejo ter predstavljajo globino slike ter tako dosežejo tridimenzionalni efekt.

#### Pasivna polarizirana
Polarizirana 3D očala v osnovi delujejo enako kot stereoskopska, vendar filtrirajo namesto barv svetlobne valove. Dve identični sliki razbirajo z manjšim zamikom, vendar v tem primeru vsaka slika projektira svetlobo na polarizirana očala nekoliko drugače kot ostale. Vsako oko sprejema sliko v celoti kot eno. Za razliko od stereoskopskih 3-D očal, ki lahko sprejemajo sliko s skoraj vsakega zaslona, polarizacijska 3-D očala delujejo z zasloni, ki so zmožni uravnavati različne svetlobne frekvence ne da bi pokvarili kvaliteto slike.

## Razvoj
V razvoju so 3-D televizorji, ki so zmožni prikazovati tridimenzionalno sliko brez uporabe 3-D očal. Delovali bi prek bikonveksne leče, ki predvaja sliko levo in desno ter tako ustvarja tridimenzionalen efekt. Eden izmed prototipov takega televizorja je Philips Dimenco.

## Etimologija
Beseda stereoskopija izhaja iz grških besed starogrško στερεός: stereós - trden, čvrst in starogrško σκοπέω: skopeō - gledati, videti.